# Skidmore, Owings and Merrill
Skidmore, Owings and Merrill LLP (SOM) ist eines der größten Architekturbüros der Welt aus Chicago, mit Zweigstellen in Los Angeles, New York, San Francisco, Washington, D.C., London, Hongkong, Shanghai, Dubai und Mumbai.

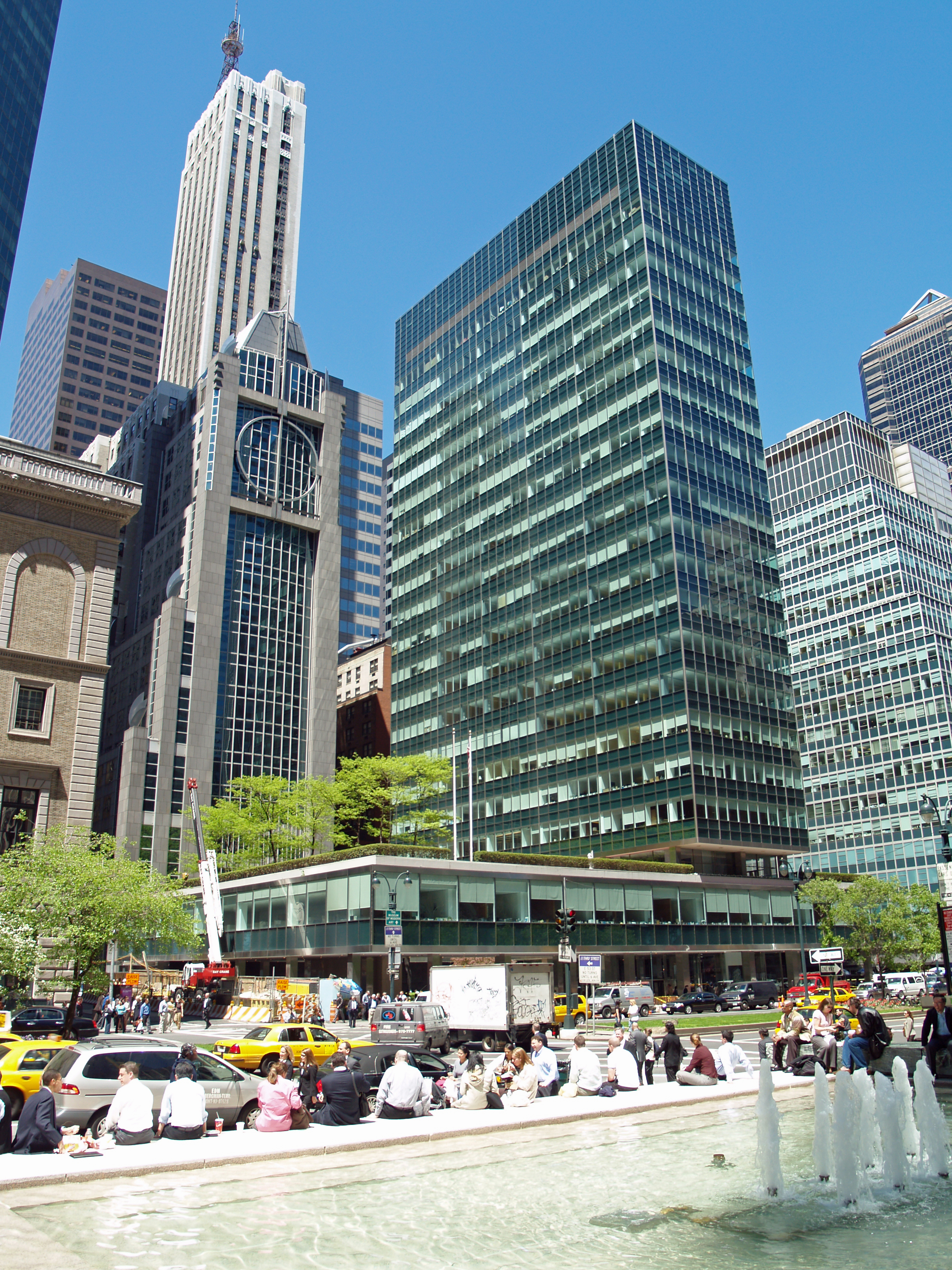
Lever House an der Park Avenue in New York. Verantwortlich war Gordon Bunshaft. Gebaut 1951 bis 1952.

## Geschichte
Das Büro entstand aus der Zusammenarbeit von Louis Skidmore und Nathaniel Owings in Chicago. Skidmore wurde durch Raymond Hood für die Planung der dort 1933 ausgerichteten Weltausstellung A Century of Progress eingestellt, für die er selbst seinen Schwager Owings anwarb. 1936 gründeten sie ein gemeinsames Büro, drei Jahre später kam John Merrill dazu. Die bekanntesten Architekten waren Gordon Bunshaft, Natalie de Blois, Myron Goldsmith, Bruce J. Graham, Gertrude Kerbis, Walter Netsch, Pietro Belluschi, Adrian Smith, Ferdinand Gottlieb, Larry Oltmanns, Fazlur Khan und David Childs sowie Brigitte Peterhans (1928–2021). Von 1957 bis 1962 arbeitete der Möbeldesigner Nicos Zographos für das Büro.

## Bedeutung
Das Büro SOM wird u. a. in New York repräsentiert durch Gebäude der klassischen Nachkriegsmoderne, die sich auf die Einflüsse Mies van der Rohes beziehen konnten. Mit Gebäuden wie dem Lever House wurden Glas- und Stahl-Hochhäuser geschaffen, die der Epoche funktionalistischer Büroarchitektur der 1950er und 1960er Jahre als Ikonen, und dem Begriff des International Style als bildhafte Aussage dienten. Zugleich ist SOM das Büro, das die meisten der weltweiten Hochhausrekorde planen konnte: Sears Tower (heute Willis Tower), einige Zeit das höchste Gebäude der Welt, John Hancock Center, beide Chicago, zeitweise zweithöchstes Gebäude der Welt, Jin Mao Tower, Shanghai, sowie den Burj Khalifa, das zurzeit höchste Gebäude der Welt (ausführender Architekt Adrian Smith, der nach Ausscheiden aus SOM als Autor des Gebäudes gilt). Die von SOM geplanten Wolkenkratzer gelten auch in konstruktiver Hinsicht als wegweisend, da sie früh statische Probleme der besonders hohen Gebäude (Aussteifung, Darstellung der Knicklänge durch Verjüngung der Gebäudegeometrie) in die architektonische Gestaltung einbezogen. Des Weiteren plante David Childs für SOM das neue One World Trade Center am Ground Zero New York (vormaliger Name des Entwurfs Freedom Tower), das seit der Eröffnung Ende 2014 ebenso einen Platz unter den fünf höchsten Gebäuden der Welt einnimmt.

## Wichtige Gebäude von SOM
- Lever House, New York, 1952

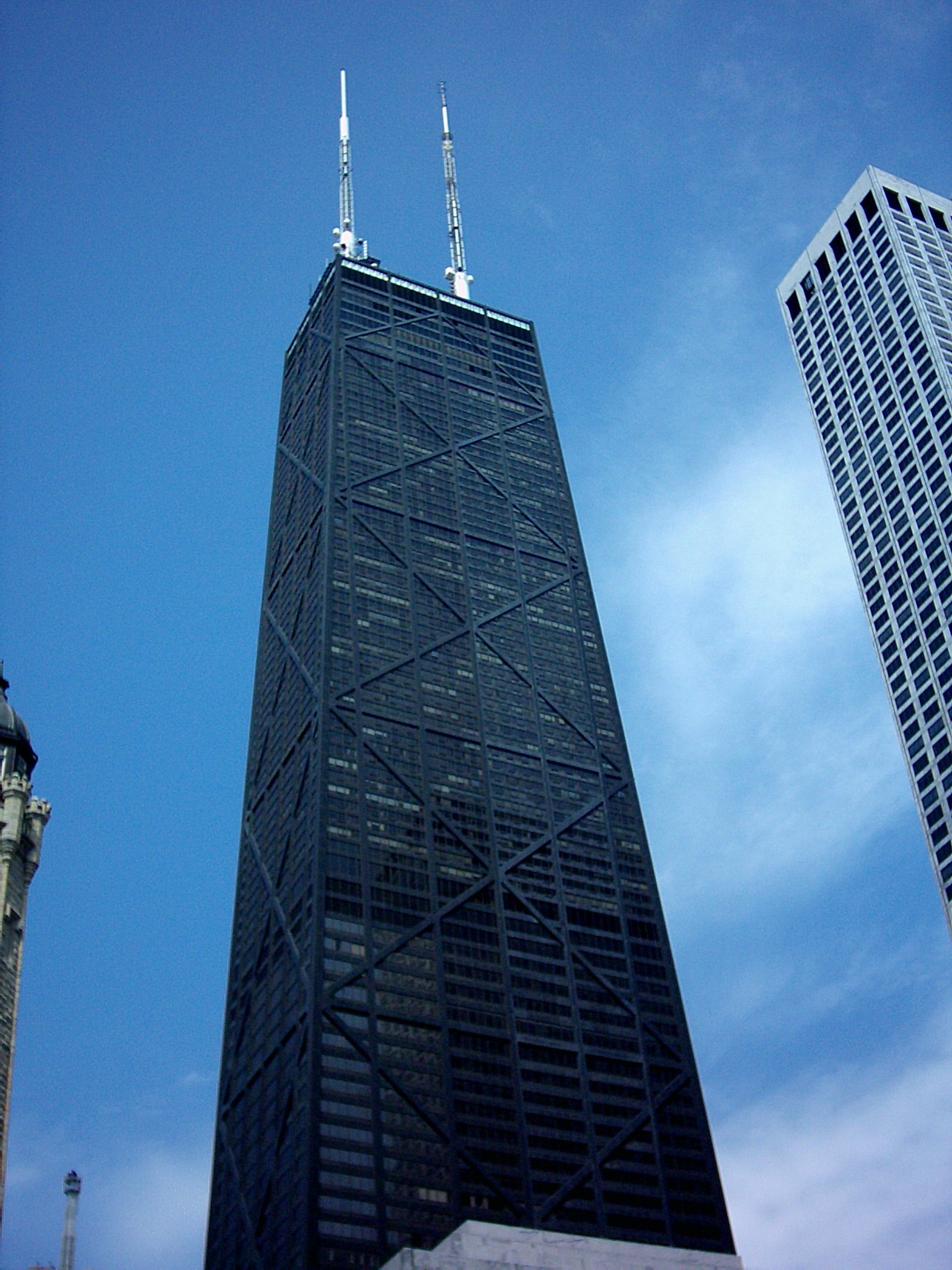
John Hancock Center in Chicago (1969)

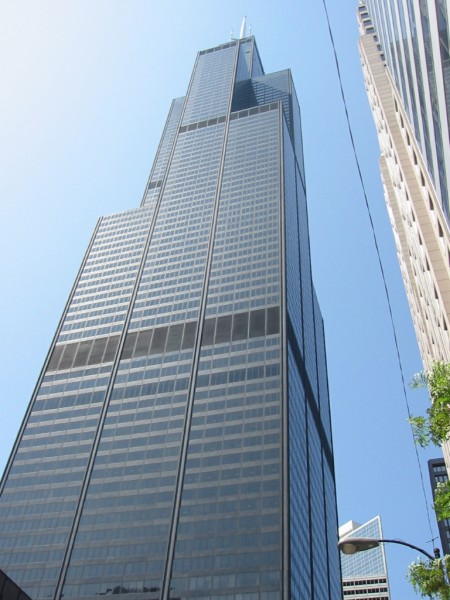
Willis Tower in Chicago (1974)

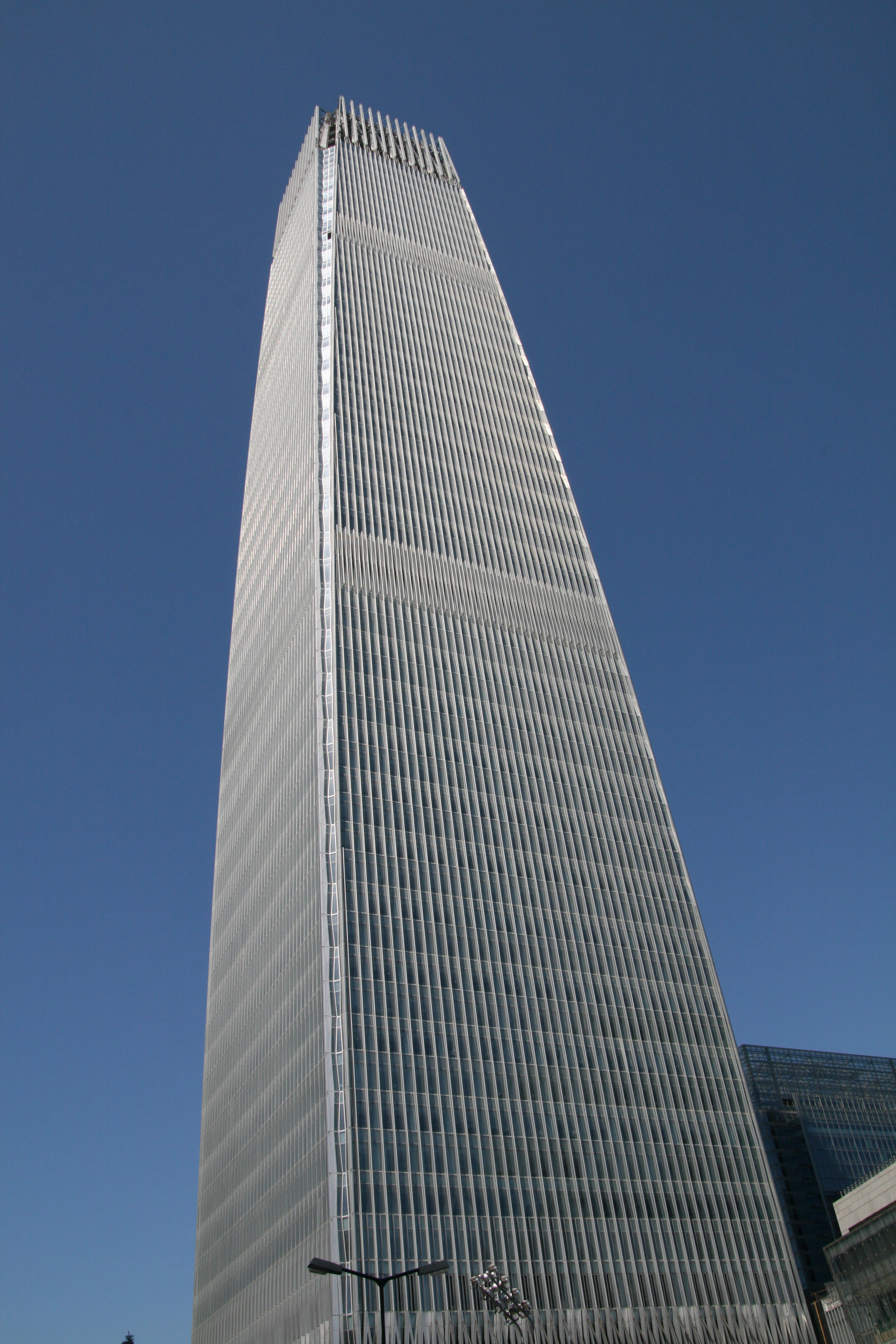
China World Trade Center, Peking (2009)

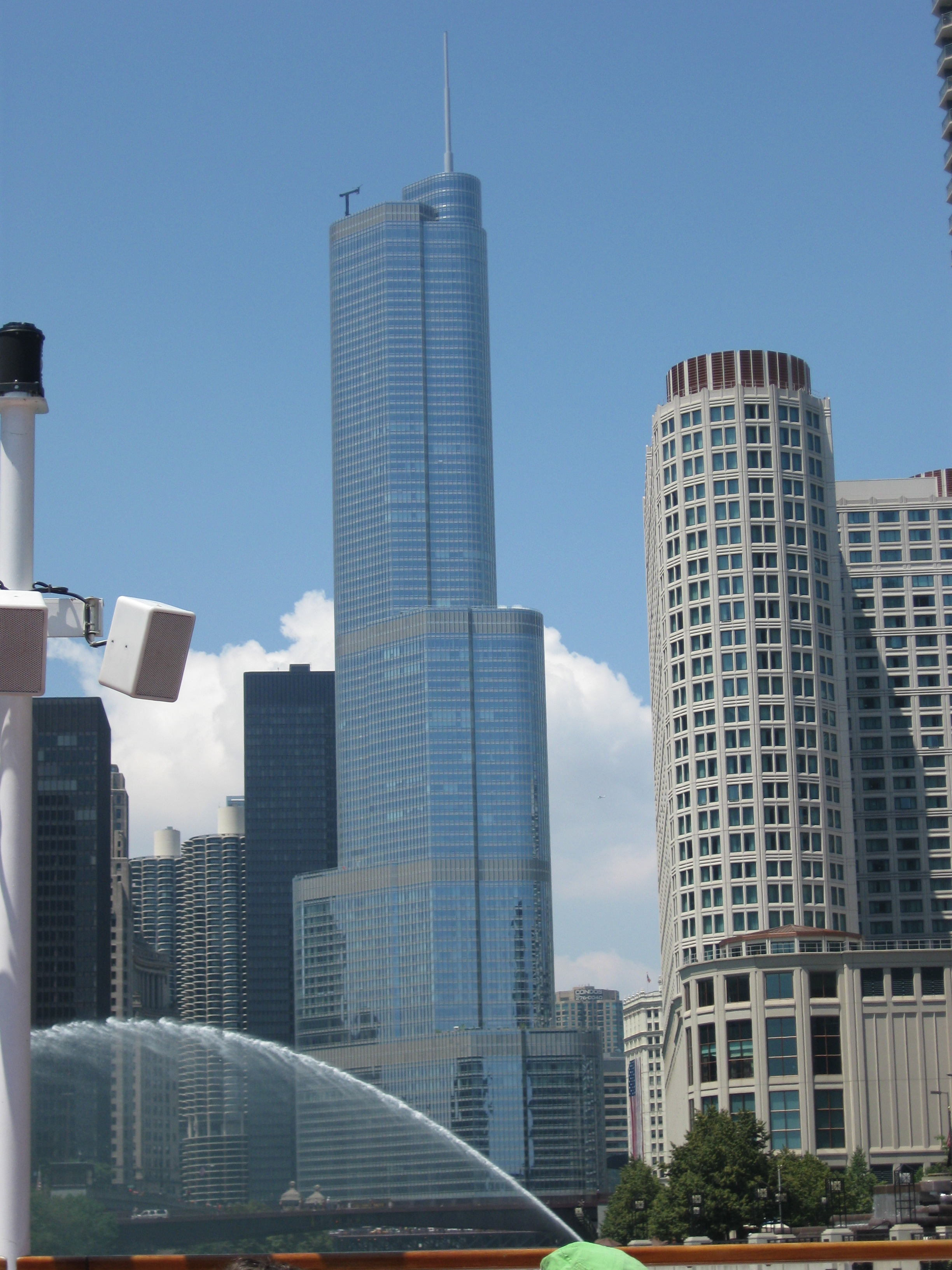
Chicago Trump Tower (2009)

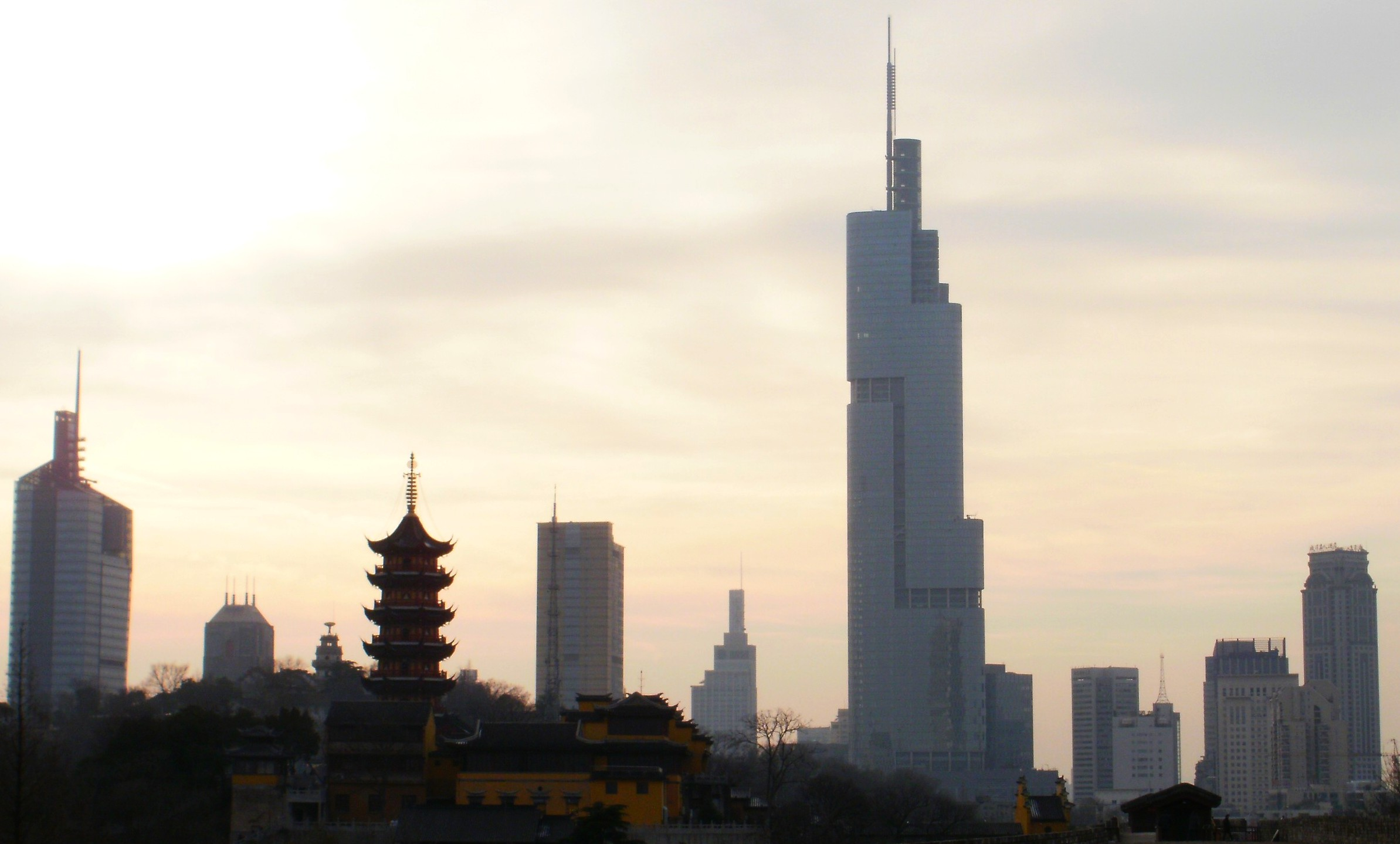
Greenland Square Zifeng Tower in Nanjing (2010)

Burj Khalifa in Dubai (2010)

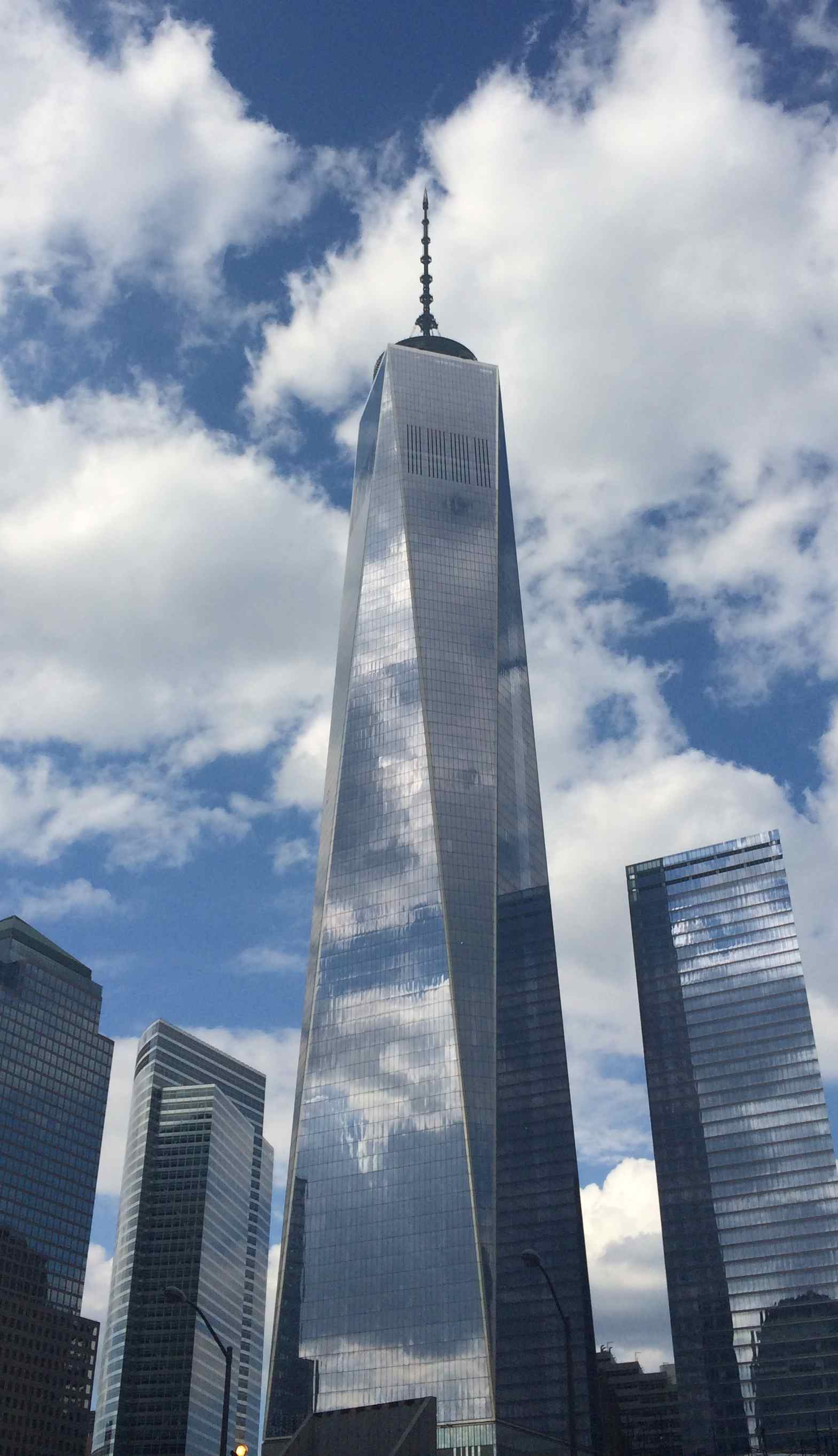
One World Trade Center in New York (2014)

- Generalkonsulat der Vereinigten Staaten in Düsseldorf, 1953
- Amerikanisches Generalkonsulat (Bremen), 1954
- Wohnanlage Marcusallee 2/4 in Bremen für das amerikanische Generalkonsulat
- Manufacturer’s Hanover Trust Company, Bankgebäude, 1954
- Inland Steel Building, Chicago, USA, 1957
- United States Air Force Academy, Colorado Springs, USA, 1958
- Hauptsitz der Banque Lambert, Brüssel, Belgien, 1960
- Veterans Memorial Coliseum, Portland (Oregon), USA, 1960
- One Chase Manhattan Plaza, New York, 1961
- BMA Tower (One Park Place), Kansas City (Missouri), USA 1961
- Tour Telus (CIL House), Montreal, Kanada, 1962
- Beinecke Rare Book and Manuscript Library, New Haven (Connecticut), USA, 1963
- Mauna Kea Beach Hotel, Kohala Coast, USA, 1965
- University of Illinois in Chicagos „Circle Campus“, USA, 1965
- Autzen Stadium, Eugene (Oregon), USA 1967
- Louis Jefferson Long Library at Wells College, Aurora (Cayuga County, New York), USA, 1968
- Equitable Building, Atlanta, USA, 1968
- John Hancock Center, Chicago, 1969
- 555 California Street, San Francisco, USA, 1969
- Grand Rapids City Hall, Grand Rapids (Michigan), USA, 1969
- City Center Square, Kansas City (Missouri), USA, 1977
- Bank of America World Headquarters, San Francisco, USA, 1969
- Dan Ryan Rapid Transit Stations, Chicago, USA, 1969
- Kennedy Rapid Transit Stations, Chicago, USA 1970
- Joseph Regenstein Library, Chicago, USA, 1970
- Lyndon Baines Johnson Library & Museum, Austin (Texas), USA 1971
- One HSBC Center, Buffalo, USA, 1971
- One Shell Plaza, Houston, USA, 1971
- Weyerhaeuser Headquarters, Tacoma (Washington), USA, 1971
- Haddsch-Terminal, Dschidda, Saudi-Arabien, 1972
- Carlton Centre, Johannesburg, Südafrika, 1973
- US Bank Center, Milwaukee, Wisconsin, USA, 1973
- Willis Tower, Chicago (vormals Sears Tower), 1974
- First Wisconsin Plaza, Madison (Wisconsin), USA, 1974
- Olympic Tower, New York, 1976
- 200 W Madison, Chicago, (früher Hyatt Corp. Verwaltung)
- Enterprise Plaza, Houston, USA, 1980
- Three First National Plaza, Chicago, USA, 1981
- Enerplex, North Building, Princeton (New Jersey), USA, 1982
- Hubert H. Humphrey Metrodome, Minneapolis, USA, 1982
- BellSouth Center, Atlanta, USA, 1982
- Georgia-Pacific Tower, Atlanta, USA, 1982
- US Bancorp Tower, Portland (Oregon), USA, 1983
- Wells Fargo Plaza, Houston Texas, 1983
- One Magnificent Mile, Chicago, 1983
- Trammell Crow Center, Dallas, USA, 1984
- Fort Wayne Museum of Art, Fort Wayne, USA, 1984
- Southeast Financial Center, Miami, USA, 1984
- 63 Building, Yeouido, Seoul, Südkorea, 1985
- Wachovia Tower, Birmingham (Alabama), USA, 1986
- JPMorgan Chase Tower, Dallas, USA, 1987
- One Worldwide Plaza, New York, USA, 1989
- 461 Fifth Avenue, New York, USA, 1989
- St. Luke's-Roosevelt Hospital Center, New York City
- One Court Square, New York, 1990
- Islamic Cultural Center of New York, 1991
- Hong Kong Congress and Exhibition Center Hongkong, Volksrepublik China, 1997
- Ninoy Aquino International Airport Terminal 3, Manila, Philippinen, 1997
- Jin Mao Tower, Shanghai-Pudong, Volksrepublik China
- Pavilhão Atlântico, Lissabon, Portugal, 1998
- Botschaft der USA, Ottawa, Kanada, 1999
- Stamford Cone, Stamford, Connecticut, 1999 (in Zusammenarbeit mit dem Künstler Brian Clarke)
- Korea World Trade Center, Seoul, Südkorea, 2000
- PBCom Tower, Makati, Philippinen, 2000
- O'FerrallAMERICA Industries, World Headquarters, Dundalk, Maryland, USA, 2000
- Adelaide Convention Centre, Adelaide, Australien, 2001
- San Francisco International Airport, International Terminal, San Francisco, USA, 2001
- Dallas Convention Center, Dallas, Texas, USA, 2002
- Time Warner Center, New York, USA, 2003
- Random House Tower, New York, USA, 2003
- Terminal 3 des Flughafens Ben Gurion, Lod-Tal, Israel, fertiggestellt 2004 (in Kooperation mit Moshe Safdie)
- Rondo ONZ, Warschau, Polen, 2005
- 10 Exchange Square, London, Vereinigtes Königreich, 2004
- Finsbury Avenue Square, London, Vereinigtes Königreich, 2004
- Samsung Tower Palace 3 - Turm G, Seoul, Südkorea, 2004 in Partnerschaft mit Samoo Architects & Engineers
- Terminal 1 des Flughafens Toronto-Pearson, Mississauga, Kanada eröffnet im April 2004 (in Partnerschaft mit Adamson Associates Architects, und Moshe Safdie and Associates)
- AIG Tower, (美國國際集團大廈), Hongkong, Volksrepublik China, fertiggestellt 2005
- New Providence Wharf, London, Vereinigtes Königreich, 2006
- 7 World Trade Center, New York, USA, 2006
- Tokyo Midtown, Tokio, Japan, 2007
- Flughafen Dublin, County Fingal, Irland, 2007
- Terminal 3 des Flughafens Singapur, Singapur in Partnerschaft mit CPG Corp.
- Cathedral of Christ the Light, Oakland, USA, 2008
- Rondo 1-B, Warschau
- Amerika-Haus, Frankfurt am Main
- China World Trade Center Tower 3, Peking, China, 2009
- Trump International Hotel and Tower, Chicago, 2009
- Burj Khalifa (in der Bauphase als Burj Dubai bekannt), Dubai, Vereinigte Arabische Emirate, 2010
- Zifeng Tower, Nanjing, China, 2010
- Tianjin World Financial Center, Tianjin, China, 2010
- Al Hamra Tower, Kuwait, Kuwait, 2011
- Cayan Tower, Dubai, Vereinigte Arabische Emirate, 2012
- Pearl River Tower, Guangzhou, China, 2012
- One World Trade Center, New York City, USA, 2014

### Gebäude im Bau / in Planung
- 222 South Main, Salt Lake City, USA
- Chemsunny Plaza, Peking, Volksrepublik China
- Tyrol Tower, Wörgl, Österreich
- Chhatrapati Shivaji International Airport, Mumbai, Indien
- Lopez Centre, Makati, Philippinen
- Pan Peninsula Towers, London, Vereinigtes Königreich
- Pan Peninsula, London, Vereinigtes Königreich, geplant
- White Magnolia Plaza, Shanghai, China
- Manhattan West, New York City, in Planung
- Tianjin Kerry Center, Tianjin, China
- 250 East 57th Street, New York, USA
- Tianjin Chow Tai Fook Binhai Center, Tianjin, China
- Al Sharq Tower, Dubai, Bau gestoppt
- Grand Rama 9 Tower, Bangkok, Thailand, im Bau
- Wuhan Riverfront Erqi Tower, Wuhan, China, Bau gestoppt
- 175 Park Avenue, New York City, in Planung